# Mirandolina
Mirandolina (italienisch: La locandiera, die Wirtin) ist eine Komödie in drei Akten von Carlo Goldoni. Sie wurde 1752 in Venedig uraufgeführt, bis heute mehrfach als Oper oder Film adaptiert und gilt als eines der Meisterwerke von Goldoni.

## Inhalt

### 1. Akt
Florenz, 1753. Die ledige Gasthofpächterin Mirandolina wird vom verarmten Marchese (= Marquis oder Markgraf) Forlipopoli, dem neureichen Conte (= Graf) Albafiorita und dem Kellner Fabrizio – wie schon von vielen vor ihnen – umworben. Mirandolina ist des dauernden Werbens um sie überdrüssig und sucht die Nähe zu dem erklärten Frauenfeind Cavaliere (= Ritter) Ripafratta. Aus einer Laune heraus umgarnt nun wiederum sie den schroffen und nörgelnden Cavaliere. Als zwei ihrer Schauspieltruppe vorausgereiste Komödiantinnen im Gasthof ein Zimmer beziehen und von Fabrizio für edle Damen gehalten werden, geben sie sich als Baronessa Ortensia und Contessa Dejanira aus. Während Fabrizio unterwürfig vornehmlich auf Trinkgeld spekuliert, wittern der Marchese und der Conte eine weitere Chance auf eine gute Partie und suchen die Gesellschaft der Neuankömmlinge, wobei der Conte, der gerade Mirandolina Diamantschmuck geschenkt hat, den Marchese aussticht, weil dieser Mirandolina lediglich ein Tüchlein übereignet hat, das er vom geliehenen Geld Cavalieres gekauft hatte. Da sich auch die Schauspielerinnen von den Galanen finanzielle Vorteile erhoffen, nehmen sie nach dieser Beobachtung das Angebot des Conte zum gemeinsamen Speisen an. Mirandolina hat die beiden Frauen durchschaut, deckt die Verstellung aber nicht auf, schließlich betreibt auch sie ein profitables Spiel, indem sie bei dargebotenen Geschenken jeweils scheinheilig angibt, dass sie es nur annehme, um ihre Gäste nicht zu verdrießen.

### 2. Akt
Nach Mirandolinas subtilen Avancen wankt der Cavaliere. Ortensia und Dejanira haben sich dem Conte gegenüber inzwischen offenbart. Die drei beabsichtigen, den Marchese weiter an der Nase herumzuführen. Außerdem will Ortensia den Cavaliere, nachdem sie seine ungewöhnliche Eigenart erfahren hat, in sie verliebt machen, zumal sie darüber hinaus noch von seinem Reichtum und seiner Freigebigkeit hört. Dieser Plan scheitert jedoch rasch. Mittels vorgetäuschter Ohnmacht verhindert Mirandolina die Abreise des Cavaliere, der eigentlich vor Mirandolinas einnehmender Güte und herzerweichendem Charme fliehen wollte.

### 3. Akt
Der Cavaliere gesteht Mirandolina, dass er sich in sie verliebt hat. Sie verhält sich ihm gegenüber abweisend, jedoch betont freundlich gegenüber Fabrizio. Das Zusammentreffen des Cavaliere mit dem Conte und dem Marchese ist von vorhergehenden Ereignissen gekennzeichnet: Der Conte ist wütend auf den Cavaliere, weil dieser sich verstellt habe, um sich heimlich doch an Mirandolina heranzumachen. Der Cavaliere ist seinerseits wütend, weil ihn Mirandolina plötzlich meidet und der Conte ihm Liebesabsichten unterstellt. Marcheses Verhalten ist wegen seiner Furcht vor dem Cavaliere gezügelt, weil er ein liegengelassenes, vermeintlich minderwertiges, tatsächlich aber echt goldenes Geschenk des Cavaliere an Mirandolina an Dejanira weiterverschenkt hatte. Cavaliere und Conte stehen kurz vor einem Degengefecht, als Mirandolina und Fabrizio hinzukommen. Mirandolina demütigt den Cavaliere, indem sie provokativ beteuert, dass er sie ganz bestimmt nicht liebe. Dann verkündet sie, dass sie, dem Willen ihres verstorbenen Vaters folgend, Fabrizio heiraten werde. Der Cavaliere reist umgehend ab. Bei Mirandolina regt sich ein schlechtes Gewissen ob ihres groben Spaßes. Der Conte und der Marchese fügen sich in ihr Schicksal und versprechen, sich eine neue Herberge zu suchen.

## Entstehung
Die nach Beobachtermeinung vielleicht beste Schauspielerin, auf die Goldoni zurückgreifen konnte, war eine gewisse „Corallina“, die mit Dienerinnenrollen bekannt geworden war. Ihr tatsächlicher Name lautete Maddalena Raffi (annähernd 1720–1782), Ehefrau des auf die Verkörperung von Arlecchino und Brighella (ebenfalls Dienerfiguren) spezialisierten Komödianten Giuseppe Marliani (1720–1782). Goldoni schrieb Corallina – beide sollen miteinander geflirtet haben – die Rolle der Mirandolina auf den Leib. Die Uraufführung fand am 26. Dezember 1752 im Teatro Sant’Angelo, Venedig, durch die Compagnia Girolamo Medebach statt. Die deutschsprachige Erstaufführung ist nicht bekannt, überliefert ist eine frühe Aufführung am 8. Dezember 1920 im Wiener Burgtheater.

## Interpretation
Ludwig Mathar meinte 1910 in seiner Inaugural-Dissertation, Mirandolina weise ein einziges Motiv auf und zitierte den Italianisten Policarpo Petrocchi, der dieses mit der „Verschmitztheit einer hartnäckigen Frau, welche die Abneigung eines Mannes gegen die Weiber besiegt“ angegeben hatte. Hans von Specht, Rezensent einer Aufführung im Jahre 1962, sah eine anmutig und listig vorangetriebene Gefühlsverkehrung des Cavaliere und erkannte darin ein „Lehrstück“ der charmanten und liebenswerten Art. Annika Makosch, Verfasserin des Nachwortes der neuen Reclam-Ausgabe (1991), bezog die „Lehre“ auf den Cavaliere, und zwar in Form einer Bestrafung für Überheblichkeit und zugleich Warnung vor einer Liebesfalle.
Die tiefer gehende und auch gängige Interpretation bezieht sich auf die Figuren des Marchese und des Conte. Goldoni goss Spott über den begüterten und sich prahlerisch aufspielenden Neu-Adel sowie den schmarotzenden „Lumpenadel“, dessen Adelsbezeichnungen als einzige von glorreicheren Zeiten zeugen, aus. Die beiden stehen für die „moralische[n] und geistige[n] Untaten der Aristokratie“ und sind der „Inbegriff des dekadenten Venedigs“. Venedig ist nur deshalb nicht Schauplatz, weil dort eine strenge literarische Zensur an der Tagesordnung war, die die Verächtlichmachung des Adelsstandes untersagte.
Georg Patzer im Harenberg-Schauspielführer und Gertraud Huffnagel in Knaurs großem Schauspielführer sprechen hier von deutlicher Sozialkritik. Patzer formulierte: „Die Sozialkritik des Stückes ist deutlich: Der Adel hat sich als gesellschaftlich maßgebende Kraft überlebt. Er schwelgt in seinen alten oder käuflich erworbenen Privilegien, die zumindest im benachbarten Frankreich bald abgeschafft werden sollten. Seine Vertreter auf der Bühne sind lächerliche und lebensuntaugliche Männer. Statt dessen ist es das selbstbewußte Bürgertum in der Gestalt der Wirtin, das Herr der Situation ist.“ Klaus Honnef bestätigte in den Aachener Nachrichten Goldonis Zustandsbeschreibung der Adelsschicht, dies sei aber nur „verhaltene Gesellschaftskritik, denn die Heirat am Ende ist standesgemäß“.
Als „standesgemäß“ und „bürgerlich“ bezeichneten auch andere Rezensenten die Bräutigamwahl. Die Deutung, dass Mirandolina schließlich ihr verletzendes Spiel mit der Liebe in Zweifel zieht, nachdenklich wird und Konsequenzen fürchtet, findet sich ebenfalls in der Rezeptionsgeschichte. Insofern interpretierte Ludwig Mathar die Heirat als „poetische Strafe“, denn die spontane Entscheidung zugunsten Fabrizios gemahne an eine Schutzmaßnahme. Der Schauspielführer-Autor Manfred Naumann ging von „ökonomischem Denken“ aus, Siegfried Kienzle und Otto C. A. zur Nedden in ihrem Konkurrenzwerk ganz ähnlich von der taxierten Dienlichkeit, aber ebenso von der offensichtlichen Redlichkeit, während Karin Kathrein in einem weiteren Schauspielführer die Entscheidung, ob es eine Heirat aus Liebe oder Vernunft ist, dem Zuschauer überlassen sieht.
Hans Felten bemerkte in der erweiterten Fassung seines Beitrags in Volker Kapps Italienischer Literaturgeschichte, dass „Goldoni mit den bürgerlichen Normen geradezu spielt“. Goldoni selbst äußerte sich in seiner Autobiografie zu seiner Intention eher oberflächlich: Aus „Eigenliebe und zur Ehre ihres Geschlechts“ verfolge sie ihren Unterwerfungs-Plan. Er habe ein Stück geschrieben, „wo Schlauheit die Handlung ersetzt“.
In seiner Rezension für den Kölner Stadt-Anzeiger hielt Ernst Jung das Grundprinzip auch auf 1962 für übertragbar: „Mag Goldonis Werk auch im soziologischen Milieu, im Personellen und Stofflichen zeitgebunden sein, im Allgemeinmenschlichen erweist es sich in Typisierung und Charakterisierung, sinngemäß auf unsere Zeitumstände übertragen, als überzeitlich aktuell.“

## Commedia dell’arte oder Charakterkomödie?
Die Meinungen gehen auseinander, was die Charakterzeichnungen betrifft, für die meisten, vor allem die Autoren von Nachschlagewerken, ist das Stück allerdings mehr Charakterkomödie als Commedia dell’arte.
Walter Manggold stellte im Südkurier fest, dass Goldoni „[r]unde, saftige Rollen, gefüllt mit praller Menschlichkeit“ ausgestaltet habe. In der szenischen Erfindung des Handlungsablaufs sei er kein Genie gewesen, vielmehr habe er sich an bewährte Muster gehalten und sei dabei „sozusagen von Situationskomik zu Situationskomik gestolpert“. Der Entfaltungsspielraum sei für die Schauspieler enorm. Georg Patzer (Harenberg Schauspielführer) schrieb, mit Mirandolina habe Goldoni „endgültig zu einer eigenen Form der Komödie“ gefunden. Der Commedia-Masken entledigt, hätten die Darsteller nun „Platz für ein differenziertes Charakterspiel“. An die althergebrachte Aufführungsform der Commedia dell’arte würden nur noch die Nebenfiguren erinnern, stimmt er mit Georg Hensel (Spielplan, Propyläen Verlag) überein.
Mit der neuen Form sei ihm gelungen, was Molière in Frankreich fertiggebracht hatte, nämlich „ein eigenständiges nationales Lustspiel“ zu etablieren, heißt es in Gertraud Huffnagels Übersichtsartikel in Knaurs großem Schauspielführer. Mit Mirandolina sei der Übergang von der Commedia dell’arte zum Charakterdrama vollzogen worden. Kienzle/zur Nedden (Reclams Schauspielführer) fanden, dass sich Goldoni mit den „vorzüglich“ beziehungsweise „liebevoll“ entworfenen fünf Hauptfiguren der Mirandolina von der Commedia dell’arte gelöst und eine „wirkliche Charakterkomödie“ geschaffen habe. Der Facettenreichtum der Mirandolina-Figur und das Kontrastprogramm, das die männlichen Figuren bieten, hob Karin Kathrein im rororo Schauspielführer hervor. Ansonsten ist noch von wahrhaften „Charakterstudien“ (Dithmarscher Landeszeitung), ungewöhnlicher „Ausstrahlung“ (Reclams neuer Schauspielführer) und Individualität statt „bloßer Typenfigur“ (Italienische Literaturgeschichte) die Rede.
Wolfgang Drews urteilte im Münchner Merkur: „Goldoni ist nicht Shakespeare und zu Molière steht er nur in entfernt verwandtschaftlichen Beziehungen. Menschliche Gestalten sind mit der größten Mühe nicht aus seinen Bühnenfiguren zu machen.“ Für Klaus Honnef von den Aachener Nachrichten weist die Personenzeichnung noch zu viel Schematismus, wenngleich „mit einem Stich ins Karikierte“, auf. Ein menschliches Profil lasse sie vermissen. Fritz Knöller, Verfasser des Vorwortes der älteren Reclam-Ausgabe (1975), erkannte zwar Merkmale der Charakterkomödie, sie überzeugten ihn jedoch nicht: „[…] und mag auch seine Mirandolina erhebliche Ansätze der Charakterisierung zeigen, so wurzelt sie trotzdem in altvertrauter Erde. Goldoni ist nicht, wie man gemeinhin wähnt, der Überwinder der Commedia dell’arte, sondern ihr Erneuerer und Vollender.“

## Die Frauenfiguren
Richard Alewyn charakterisierte die Figur „Mirandolina“ in der Ausgabe der Fischer Bibliothek der hundert Bücher als von den Stereotypen der Commedia dell’arte wegentwickeltes „Wesen von Fleisch und Blut“. Wie sie die Männer um sich herum kirre mache, sich aber „schließlich in ihrem eigenen Netz verfängt, die Herrschaft über die Situation verliert und damit auch selbst eine Lektion fürs Leben erhält, das alles ist ebenso ergötzlich wie erbaulich.“ Alewyn resümierte: „Hier ist der Sittenschilderer und Moralist Goldoni auf dem Gipfel seiner Kunst.“
Die Ingredienzien ihres Erfolgsrezeptes gegenüber dem Cavaliere gibt Georg Hensel mit „geheucheltem Verständnis für seine Eigenart“, „Koketterie in der Maske der Biederkeit“ sowie „einer völlig naiven Durchtriebenheit“ an. Facettenreich funkelnd, weil mit weiblicher Anmut und List, ebenso wie mit Klugheit und Selbstsicherheit ausgestattet, wird die „naive Natur“, die zuerst als „demütige Magd“ auftritt, zunächst zur „spröden Herrin“ und schließlich zur nachdenklichen Konfliktlöserin.
Im krassen Gegensatz dazu steht die „plumpe Art“ der weiterhin der Commedia dell’arte verhafteten Figuren der abenteuerlustigen, hochstapelnden Schauspielerinnen Ortensia und Dejanira. Sie werden als „schmückendes Beiwerk zum Hauptbilde“ oder als „Füllsel“ oder als dramaturgisch funktionslos bezeichnet. In ihrer dilettantischen Andersartigkeit verstärken sie aber die Wirkung der changierenden Hauptfigur. Makosch befand deren Auftreten ebenfalls unerheblich für den Handlungsverlauf, sah jedoch zwei weitere Funktionen: Zum einen symbolisierten sie das bunte Treiben des Gasthofalltags. Zum anderen sollten sie vermitteln, dass ihre Berufsgruppe aus handwerklich seriösen Bürgerlichen besteht.

## Die Männerfiguren
Ludwig Mathar belegte den Cavaliere mit dem Attribut „ehrenwert“. Ansonsten wird diese Figur von den Theaterfachleuten nicht weiter definiert. Das Markante an ihr ist die Verkehrung des von ihr unumstößlich vertretenen Prinzips der Frauenverachtung ins Gegenteil. Als Effekt dieser Verkehrung steigert er sich in eine Raserei hinein und nimmt „schließlich unberechenbare, furchteinflößende Züge an“.
Karikaturhaft sind der Marchese di Forlipopoli und der Conte d’Albafiorita dargestellt. Ersterer ist verarmt, jedoch „grotesk adelsstolz“, „großgebärdig“, „ewig schmarotzend“ und lächerlich eitel. Er verkörpert nach Hans von Specht den Geiz. Letzterer ist zu Reichtum gelangt, materialistisch eingestellt, der Macht seines Wohlstandes vertrauend siegesgewiss, doch auch gutmütig. Er verkörpert nach Hans von Specht die Prahlerei.
Der wenig herausstechende, eher passive Fabrizio, als Verehrer der Zurückhaltendste, wird in der Sekundärliteratur als „ergeben treu“, „fügsam“, „strebsam“ und „wacker“ beschrieben. Ihn zu ehelichen hatte der Vater vor seinem Tod Mirandolina aufgetragen. Zumeist heißt es, Fabrizio leide schwer unter seiner mühsam gedämpften Eifersucht. Makosch ist die einzige, die in ihm einen letzten Vertreter der Commedia dell’arte sah.

## Rezeption
Wird das Werk für anspruchslos befunden, so schwingt doch zumeist auch eine gewisse Hochachtung vor dessen Hauptfigur und dem dauerhaften Aufführungserfolg mit. Der berühmte Theaterkritiker Friedrich Luft formulierte es schon schärfer, indem er den „in der Substanz etwas dünne[n] Spaß“ ablehnte. Eine harsche Kritik wie die in den Gladbecker Ruhr Nachrichten 1962 ist selten. Dort heißt es, das Stück gehe nicht in die Tiefe, versprühe keinen Esprit. Und weiter: „La Lacondiera ist dünner Rokokoaufguß, seicht statt leicht, albern statt heiter und burlesk statt anmutig.“
Für einige Rezensenten stand der Unterhaltungswert im Vordergrund wie bei Klaus Honnef von den Aachener Nachrichten: „Das federleichte ‚Nichts‘ an Handlung ist angefüllt mit praller Dialog- und Situationskomik.“ Der Redakteur der Göppinger Kreisnachrichten drückte es wie folgt aus: „Goldoni wollte nichts anderes, als seine Zuschauer auf amüsante Weise unterhalten, und sein Publikum wollte und sollte lachen. Daß dabei noch etwas mehr herauskam, ist dem Genie des Komödienschreibers zu danken.“
Eine Auswertung von verschiedenen Theaterkritiken des Jahres 1957 nach den Kategorien „Werk“ (also die inszenierungsunabhängige Vorlage), „Regie“, „Bühnenbild“ und „Hauptdarsteller“ ergab, dass einzig das Werk ausnahmslos positive Wertungen erhalten hatte.
Nach Ludwig Mathars Einschätzung aus dem Jahr 1910 lag der Premierenerfolg in „dem lustigen Inhalte und der geschickten Ausführung“ begründet. Goldoni mutmaßte in seiner Autobiografie: „Vielleicht hat man mir und Italien geschmeichelt, aber man hat mich glauben gemacht, daß ich nichts Natürlicheres, nichts besser Durchgeführtes geschrieben habe und daß die Handlung gut unterbaut und abgerundet ist.“
Zur „feingesponnenen Handlung“ (Karin Kathrein im rororo Schauspielführer) kommen nach Auffassung mehrerer Theaterkritiker – wie es Hans von Specht in der in Fulda erscheinenden Volkszeitung ausdrückte – „umwerfende Komik und Geist in den feinsinnigen Wortspielen“. Im Ergebnis liegt ein Stück vor, das „leicht und luftig“ ist, „entzückt“, „glänzende Komödienlaune“ verbreitet und als „graziöses Lustspiel“ zu den „gelungensten Stücken“ Goldonis sowie zu den „bevorzugten Stücken der Bühnen“ gehört.

## Variationen und Ähnlichkeiten
Von Mitte der 1890er bis Mitte der 1910er Jahre war es Mode, Komödien als Einakter zu bearbeiten und mehrere davon an einem Abend hintereinander aufzuführen, zum Beispiel die bekanntesten von Goldoni oder Goldonis Mirandolina kombiniert mit einem Werk von Molière und einem von Ludvig Holberg. Eine anders akzentuierte, aber gleichfalls auf Kürzung ausgelegte, Version schuf Carl Blum 1844, indem er den Schauplatz nach Genf verlegte und mit auf das Nötigste reduziertem und größtenteils namenlosem Personal operierte: „Ein Reisender“, „Sein Reitknecht“, „Der Oberkellner“, „Mirandolina“. So ist nur der grundlegende Handlungsstrang, das Kernthema, erhalten. Bei Heinz Riedts Nachwort in der Winkler-Dünndruckausgabe von 1965 bleibt offen, ob das Stutzen der Vorlage mit der Aussage gemeint ist, Mirandolina werde „so oft banalisiert“. Eine freie Komödienbearbeitung nahm Peter Turrini 1973 unter dem Titel Die Wirtin vor.
Auch erhielt die Ursprungsfassung manchmal einen Alternativtitel wie „Mirandolina oder Die schöne Wirthin“ oder „Mirandolina oder Der betrogene Weiberfeind“, wenn nicht gleich dem Originaltitel nähere Übersetzungen wie Die Gastwirtin oder Die Herbergswirtin gewählt wurden.
In relativer zeitlicher Nähe zu Mirandolina entstand das Lustspiel Minna von Barnhelm von Gotthold Ephraim Lessing, nämlich zwischen 1763 und 1767. Auch darin geht es in einem Gasthof um „Heiratsverweigerung“ beziehungsweise „-aufschub“ und Vermögensverhältnisse. Einen Kriegsbezug wie in der Minna gibt es bei Goldonis Mirandolina nicht, da das Soldatenmotiv bei ihm ohnehin eher selten aufgegriffen wird.

## Bedeutung

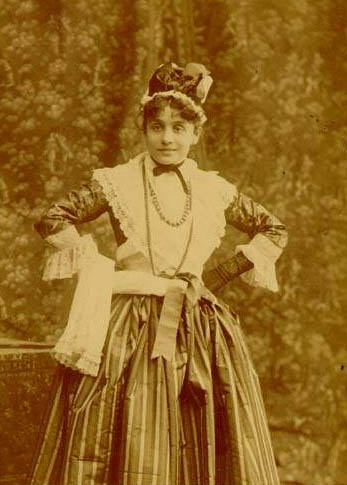
Eleonora Duse als Mirandolina, 1891

Mirandolina wird als Goldonis bestes respektive bekanntestes oder auch meistgespieltes oder zusammen mit dem Diener zweier Herren als bestes oder als eines der besten Stücke des Gesamtwerks angesehen, und dies schon zur Entstehungszeit. Um die Hauptrolle rissen sich bereits die Darstellerinnen der Medebachschen  Truppe im Teatro S. Angelo. Seitdem ist sie eine begehrte Rolle, geradezu eine Paraderolle für wandlungsfähige Schauspielerinnen. Verkörpert wurde Mirandolina zum Beispiel von Eleonora Duse, Agnes Sorma, Käthe Dorsch und Maria Wimmer. Sie alle beeindruckten in dieser Rolle. Die berühmteste war Eleonora Duse, die ihr Können in diesem Stück 1894 auch vor der britischen Königin Victoria unter Beweis stellte. Dass die Komödie mit der Leistung der Darsteller steht oder fällt, drückte Karl-Heinz Hauptreif in der Rheinischen Post so aus: „Sie ist wie eine Partitur, die nicht aus sich heraus bestehen kann, die vielmehr eines Mediums bedarf, um sich voll verwirklichen zu können. Eben deshalb ist dieses Stück rechtes Theater. Es hält so maßgerechte, wohl zugeschnittene Rollen bereit, daß es für den wahren Schauspieler eine Lust ist, hineinzuschlüpfen.“
Walter Manggold unterstrich im Südkurier 1962 die 200-jährige Bedeutung des Werkes: „[Die] Rollen geben jedem echten Komödianten alle Möglichkeiten spielerischer Entfaltung. Und da liegt der Reiz für das Theater auch heute noch.“ Hans von Malottki meinte im selben Jahr in der Rheinpfalz, der Gelächter-Garant habe „zwei Jahrhunderte mit Erfolg überdauert und weiß auch heute noch seine flüchtigen Reize zu entfalten“. Auch hierzu gibt es eine Gegenstimme; sie kommt von Joachim Kaiser: „Für das 20. Jahrhundert ist der zur Entstehungszeit (im Kontrast zum Commedia-dell’Arte-Maskenspiel) realistische Reiz verflogen und das Stück wirkt nurmehr platt wie ein Arrangement bloßer Schwanksituationen.“

## Textausgaben
- Mirandolina. In deutschen Versen frei bearbeitet von Julius R. Haarhaus. Reclam, Leipzig 1926
- Frau Wirtin. Übersetzt von Lola Lorme. Hölder-Pichler-Tempsky A.G., Wien / Leipzig 1935.
  - Die Locandiera. Übersetzt von Lola Lorme unter Mitarbeit von Margarete Schell-von Noé. Bergland Verlag Wien 1957
- Mirandolina (La Locandiera). Lustspiel in 3 Akten. Für die deutsche Bühne bearbeitet und mit einem Nachwort versehen von Fritz Knöller. Reclam, Stuttgart 1956.
- Sechs Komödien. Übersetzt von Heinz Riedt. Aufbau-Verlag Berlin 1960.
  - Der Diener zweier Herren. Mirandolina. Übersetzt von Heinz Riedt. Fischer Bücherei, Frankfurt am Main/Hamburg 1963.
  - Komödien (= Winkler Weltliteratur Dünndruckausgabe). [8 Komödien, Mirandolina S. 295–390.] Winkler Verlag, München 1965.
- Carlo Goldoni: Mirandolina. Lustspiel in drei Akten. Übersetzung und Nachwort von Annika Makosch, Reclam-Verlag, Stuttgart 1991, ISBN 978-3-15-003367-8.

## Vertonungen
- La locandiera, Oper von Antonio Salieri (Libretto: Domenico Poggi), 1773
- Mirandolina, Oper von Pietro Alessandro Guglielmi (Libretto: Giovanni Bertati), 1773
- La virtuosa alla moda, Oper von Luigi Caruso (Libretto: Giovanni Bertati), 1776
- La locandiera, o sia Da ultimo è bel tempo, Oper von Michele Neri Bondi (Libretto: Domenico Poggi), 1786
- L'amore per interesse, Oper von Vincenzo Fabrizi (Libretto: Giovanni Bertati), 1787
- Amore la vince, Oper von Sebastiano Nasolini (Libretto: Giuseppe Maria Foppa), 1793
- La locandiera, Oper von Alessandro La Motte Foucher, 1798
- La locandiera, Oper von Ferdinando Rutini (Libretto: Giulio Artusi?), 1800
- La locandiera, Oper von Johann Simon Mayr (Libretto: Gaetano Rossi), 1800
- Chi la dura vince ossia La locandiera vivace, Oper von Giuseppe Farinelli (Libretto: Gaetano Rossi), 1803
- La dama locandiera, ossia L’albergo de’ Pitocchi, Oper von Giuseppe Mosca (Libretto: Luigi Romanelli), 1822
- Bianca, Oper von Henry Kimball Hadley, 1918
- Die Wirtin von Pinsk, Oper von Richard Mohaupt (Libretto: Kurt Naue), 1936/1937
- La locandiera, Oper von Mario Persico (1892–1977) (Libretto: Mario Ghisalberti), 1941
- Mirandolina, Oper von Bohuslav Martinů (Libretto vom Komponisten), 1959

## Verfilmungen
Der Stoff wurde mehrfach für Kino und Fernsehen verfilmt, unter anderem 1980 mit Adriano Celentano und Claudia Mori. In Italien lief der Film unter dem Originaltitel La locandiera, in Deutschland unter dem Titel Mirandolina.